# Elf różany
Elf różany, także Alf z kwiatu róży (duń. Rosen-Alfen, współ. duń. Rosenalfen) – baśń literacka autorstwa Hansa Christiana Andersena, wydana po raz pierwszy w 1839 roku.
Jedna z najbardziej mrocznych baśni Andersena, nie nadająca się na lekturę dla dzieci. Pisarz ukrył w niej rodzaj makabrycznego moralizatorstwa: natura i istoty nadprzyrodzone, takie jak elf i pszczoły, wymierzają sprawiedliwość, karzą.

## Publikacja
Baśń o Elfie różanym została opublikowana przez Andreasa Petera Liunge na łamach periodyku „Kjøbenhavns Morgenblad” nr 20. z 19 maja 1839, strony 77–78. Kolejne wydania w innych zbiorach nastąpiły w latach: 1841 (Eventyr, fortalte for Børn. Ny Samling. Tredie Hefte. 1842), 1849 (Eventyr. 1850), 1862 (Eventyr og Historier. Første Bind. 1862).

## Polskie tłumaczenia
Baśń była kilkakrotnie tłumaczona na język polski i wydawana:
- 1900 – Różany elf w tłum. Marii Glotz, wydane w tomie I Nowych powieści czarodziejskich  Andersena
- 1905 – Chrząszczyk w anonimowym tłumaczeniu, wydane w zbiorze Bajki
- 1931 – Różany elf w tłum. Stefanii Beylin, w Baśniach (w wydaniu z 1956 zmieniony tytuł Elf różany)
- 1938 – Elf z krzaku róży w tłum. Adama Przemskiego, w Bajkach
- 2006 – Alf z kwiatu róży w tłum. z duńskiego Bogusławy Sochańskiej, Baśnie i opowieści. T. I: 1830–1850

## Polski tytuł
Zdaniem tłumaczki Bogusławy Sochańskiej odpowiedniejszym tłumaczeniem tytułu na język polski jest Alf z kwiatu róży. Alfy w wierzeniach ludowych były w odróżnieniu od elfów istotami przyjaznymi. Elfy były wielkości człowieka, alfy zaś to mieszkańcy kielichów kwiatowych. Alfy były często w poezji romantycznej przedstawiane ze skrzydełkami, jak bohater baśni Andersena.

## Fabuła
W ogrodzie rośnie piękny krzew róży, w którym mieszka maleńki alf. To stworzenie jest tak małe, że żaden człowiek nie może go zobaczyć. Pewnego wieczoru alf zostaje na zewnątrz i nie może wrócić do swojej róży, bo płatki się zamknęły. Jest przerażony. Przypomina sobie altanę z wiciokrzewem i leci tam, aby znaleźć schronienie. W altanie widzi piękną pannę i przystojnego młodzieńca, którzy są zakochani. Młodzi żegnają się, ponieważ brat panny wysyła młodzieńca w daleką i niebezpieczną podróż. Młodzieniec daje pannie różę, a alf chowa się w niej. Później brat dziewczyny spotyka młodzieńca w lesie i morduje go, ucinając mu głowę. Następnie zakopuje i ciało i głowę pod lipą. Alf, wciąż w róży, jest świadkiem zbrodni. Tej samej nocy alf leci do okna panny i wchodzi do jej ucha, aby opowiedzieć o tragedii. Następnego dnia panna idzie pod lipę, znajduje ciało i zabiera głowę. Sadzi głowę w donicy z gałązką jaśminu zabraną z lasu. Dziewczyna umiera z żalu, a jej brat zabiera donicę z jaśminem do swojej sypialni. Alf, wraz z innymi duchami kwiatów, postanawia pomścić morderstwo. Wchodzą w nocy do sypialni. Duchy kwiatowe zabijają mordercę. Ludzie myślą, że pan umarł od zapachu jaśminu. Gdy ktoś upuszcza donicę, ta rozbija się, ukazując czaszkę w środku. Wszyscy zdają sobie sprawę z dokonanej przez brata zbrodni.